# Долгое (Стрыйский район)
Долгое (укр. Довге) — село в Моршинской городской общине Стрыйского района Львовской области Украины.
Население по данным 2022 года составляло 982 человека. Население по переписи 2001 года составляло 963 человека. Занимает площадь 13,29 км². Почтовый индекс — 82464. Телефонный код — 3245.